# マリカウリス科
マリカウリス科（ーか、Maricaulaceae）は、真正細菌のプロテオバクテリア門アルファプロテオバクテリア綱カウロバクター目に属する科の一つである。